# Rodolfo Orlandini
Rodolfo Orlando Orlandini (ur. 1 stycznia 1905 w Buenos Aires, zm. 24 grudnia 1990) – argentyński piłkarz, pomocnik. Srebrny medalista Mistrzostw Świata w Piłce Nożnej 1930 i Igrzysk Olimpijskich 1928.
W ojczyźnie grał w Sportivo Buenos Aires i Estudantil Porteño. W 1930 wyjechał do Europy i spędził sześć sezonów we włoskiej Genoi oraz dwa we francuskim OGC Nice. Z Argentyną brał udział w igrzyskach w Amsterdamie (srebrny medal) i triumfował w Copa América 1929. W kadrze grał w latach 1927-1930, wystąpił w 10 meczach. Podczas MŚ 30 zagrał w trzech spotkaniach.
Pracował jako trener, m.in. z reprezentacją Kolumbii.